# Étienne Viallanes
Étienne Viallanes, né le 2 janvier 1891 à Arcachon (Gironde) et mort le 30 juillet 1978 à Dijon, est un homme politique français.

## Détail des fonctions et des mandats
- 1925 - 1929 : Conseiller municipal de Marcellois
- 1929 - 1963 : Maire de Marcellois
- 1957 - 1962 : sénateur de la Côte-d'Or
- 1963 - 1965 : Conseiller municipal de Marcellois

## Décorations
- Chevalier de la Légion d'honneur
- Titulaire de la Croix de guerre 1914-1918
- Titulaire de la Médaille de la Résistance
- Chevalier de l'Ordre du Mérite agricole
- Titulaire de la Médaille d'honneur départementale et communale